# Stefanie Schwaiger
Stefanie Schwaiger (Allentsteig, 7 augustus 1986) is een voormalig beachvolleybalspeler uit Oostenrijk. Met haar zus Doris werd ze zowel Oostenrijks als Europees kampioen en nam ze deel aan twee edities van de Olympische Spelen.

## Carrière

### 2002 tot en met 2008
Schwaiger speelde gedurende het gros van haar carrière met haar zus. Het duo werd in 2002 negende bij de wereldkampioenschappen onder 18 in Xylokastro en herhaalde die prestatie een jaar later bij de WK onder 21 in Saint-Quay-Portrieux. Bij de WK onder 18 in Pattaya in 2003 eindigde ze met Stefanie Fortschnig eveneens als negende. Datzelfde seizoen debuteerden de zussen bovendien in de FIVB World Tour. In 2004 kwamen ze bij vijf mondiale toernooien tot een zeventiende plaats bij de Grand Slam van Klagenfurt net als bij de WK onder 21 op Porto Santo. Het jaar daarop wonnen ze brons bij de WK onder 21 in Rio de Janeiro. Daarnaast namen ze deel aan de wereldkampioenschappen in Berlijn; de Schwaigers verloren de eerste wedstrijd en werden in de herkansing direct uitgeschakeld door het Italiaanse duo Lucilla Perrotta en Daniela Gattelli. In de World Tour deden ze verder mee aan twaalf toernooien met een negende plaats in Montreal als beste resultaat.
In 2006 won het tweetal brons bij de Europese kampioenschappen onder 23 in Sankt Pölten en nam het deel aan de EK in Den Haag. Daar kwamen ze niet verder dan de eerste herkansingsronde tegen Simone Kuhn en Lea Schwer uit Zwitserland. In de mondiale competitie speelden ze veertien wedstrijden met twee zevende plaatsen als resultaat (Modena en Warschau). Het daaropvolgende seizoen bleven de zussen bij WK in Gstaad steken in de groepsfase. Bij de EK in Valencia werden ze in de tweede herkansingswedstrijd uitgeschakeld door het Duitse duo Katrin Holtwick en Ilka Semmler. Internationaal behaalden ze bij veertien toernooien vijf negende plaatsen (Shanghai, Sentosa, Parijs, Klagenfurt en Phuket). In 2008 namen de Schwaigers deel aan zestien toernooien in de World Tour waarbij ze in Kristiansand met een derde plek hun eerste podiumplaats behaalden. Daarnaast werden ze eenmaal vierde (Dubai), eenmaal zevende (Stare Jabłonki) en vijfmaal negende (Berlijn, Parijs, Klagenfurt, Phuket en Sanya). Bij zowel de EK in Hamburg als de Olympische Spelen in Peking eindigden ze op een gedeelde vijfde plaats; in Hamburg waren de Duitsen Stephanie Pohl en Okka Rau in de laatste ronde van de herkansing te sterk en in Peking werd de kwartfinale verloren van het Chinese duo Tian Jia en Wang Jie.

### 2009 tot en met 2013
Het jaar daarop kwam het duo bij elf reguliere FIVB-toernooien tot een tweede (Kristiansand) en vijf vijfde plaatsen (Brasilia, Shanghai, Moskou, Stare Jabłonki en Åland). Bij de WK in Stavanger werden de zussen in de kwartfinale uitgeschakeld door het Braziliaanse tweetal Talita Antunes en Maria Antonelli. Bij de EK in Sotsji eindigden ze eveneens als vijfde, nadat de kwartfinale verloren werd van Simone Kuhn en Nadine Zumkehr uit Zwitserland. In 2010 namen ze deel aan twaalf wedstrijden in de World Tour. Ze behaalden daarbij onder meer een tweede plaats in Marseille en vier vijfde plaatsen (Rome, Seoel, Klagenfurt en Stare Jabłonki). Het daaropvolgende seizoen strandden de Schwaigers bij zowel de WK in Rome als de EK in Kristiansand in de achtste finale; in Rome verloren ze van Talita en Maria Antonelli en in Kristiansand was het Tsjechische duo Hana Klapalová en Lenka Háječková te sterk. Internationaal speelden ze verder twaalf wedstrijden met een derde plaats in Shanghai als beste resultaat.
In 2012 kwam het duo bij tien toernooien in de mondiale competitie tot twee vijfde plaatsen (Shanghai en Rome). Bij de EK in Scheveningen bleven ze in de tussenronde tegen Liesbeth Mouha en Katrien Gielen uit België steken. Bij hun tweede Spelen in Londen bereikten de Schwaigers opnieuw de kwartfinale die ditmaal verloren werd van het Chinese duo Xue Chen en Zhang Xi. Bovendien wonnen ze het Oostenrijkse kampioenschap. Het jaar daarop werden ze in eigen land tevens Europees kampioen door in de finale de Spaansen Liliana Fernández en Elsa Baquerizo te verslaan. Bij de WK in Stare Jabłonki eindigden ze op een gedeelde vijfde plaats nadat de kwartfinale verloren werd van het Amerikaanse duo April Ross en Whitney Pavlik. In de World Tour behaalden ze verder een tweede plaats bij de Grand Slam van Shanghai en een vijfde plaats bij de Grand Slam van Berlijn. De zussen werden in 2013 ook tot Oostenrijks sporter van het jaar verkozen.

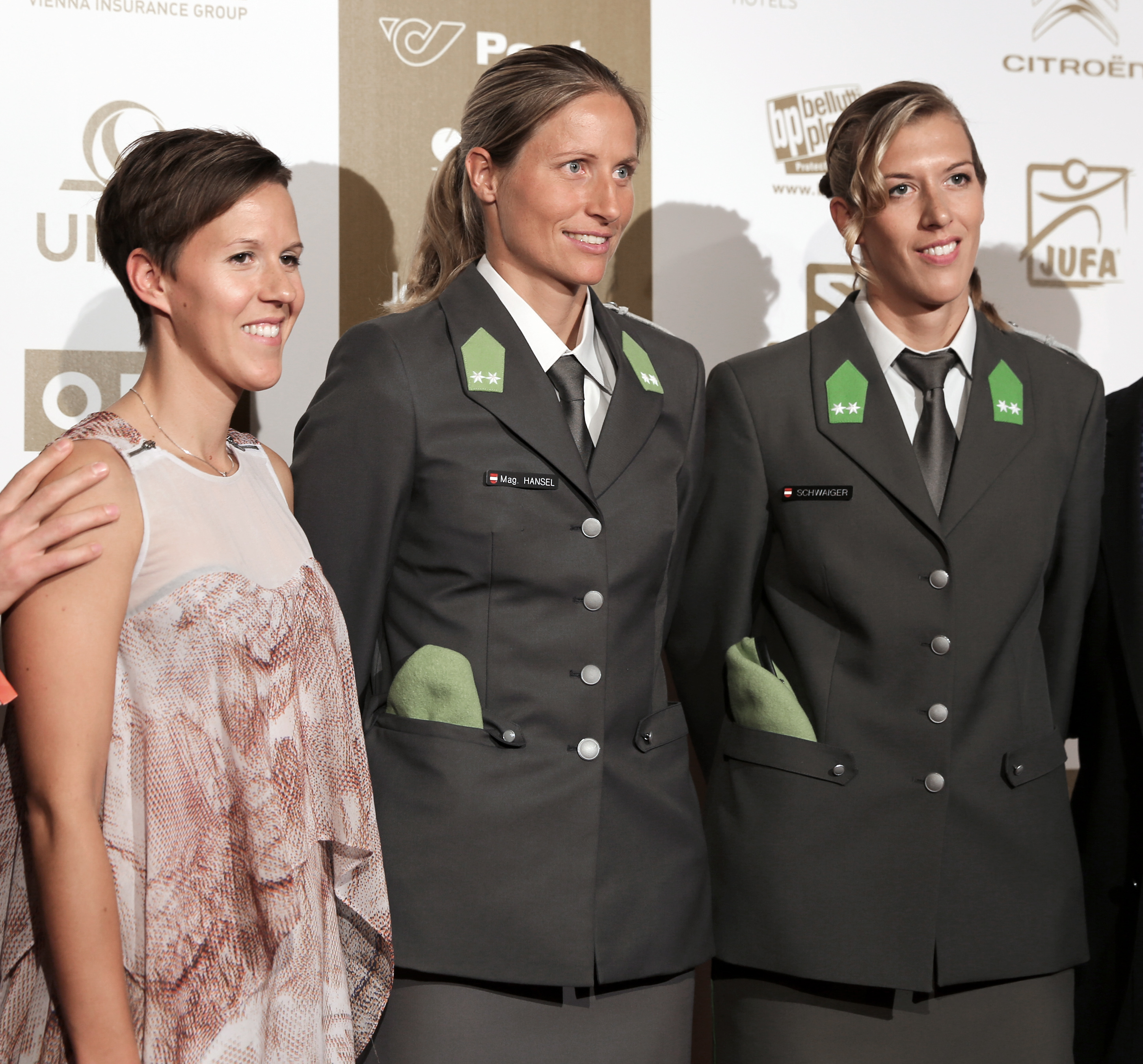
Schwaiger (rechts) met Hansel (midden) en haar zus (links) bij het Oostenrijks sportgala (2014)

### 2014 tot en met 2017
In 2014 einigden de zussen nog als vierde in Praag en wonnen ze het CEV-toernooi in Baden. Na afloop van de overwinning in eigen land beëindigde Doris haar sportieve carrière, waarna Stefanie van partner wisselde. Ze speelde datzelfde seizoen drie internationale toernooien met Lisa Chukwuma, maar vormde uiteindelijk tot en met 2016 een team met Barbara Hansel. In 2015 namen ze deel aan zestien toernooien in de World Tour waarbij ze onder meer tot een vierde (Luzern) en een vijfde plaats (Antalya) kwamen. Bij de EK in eigen land werden ze in de achtste finale uitgeschakeld door het Zwitserse duo Tanja Goricanec en Tanja Hüberli. Een jaar later strandde het duo bij de EK in Biel/Bienne na drie nederlagen in de groepsfase. Internationaal speelden ze verder tien wedstrijden met een tweede plaats in Xiamen en een vijfde plaats in Fuzhou als beste resultaat.
In 2017 partnerde Schwaiger met Katharina Schützenhöfer. Het tweetal deed in aanloop naar de WK mee aan acht FIVB-toernooien waarbij een vijfde plaats in Xiamen de hoogste klassering was. Bij de WK in eigen land bereikten ze de zestiende finale waar ze werden uitgeschakeld door Nina Betschart en Tanja Hüberli. Bij de EK in Jurmala eindigden ze als negende nadat de achtste finale verloren werd van Taru Lahti en Anniina Parkkinen uit Finland. Met Teresa Strauss werd ze bovendien voor de tweede keer nationaal kampioen. In december dat jaar beëindigde Schwaiger haar beachvolleybalcarrière.

## Palmares
Kampioenschappen
- 2005:  WK U21
- 2006:  EK U23
- 2008: 5e OS
- 2009: 5e WK
- 2011: 9e WK
- 2012: 5e OS
- 2012:  NK
- 2013: 5e WK
- 2013:  EK
- 2017:  NK

FIVB World Tour
- 2008:  Kristiansand Open
- 2009:  Kristiansand Open
- 2010:  Marseille Open
- 2011:  Shanghai Open
- 2013:  Grand Slam Shanghai
- 2016:  Xiamen Open